# Anita Zagaria
Anita Zagaria (Napoli, 27 giugno 1954) è un'attrice italiana.

## Biografia
Attrice di solida formazione teatrale, partecipa, molto spesso in parti di co-protagonista a numerose pellicole; la sua carriera è tuttavia maggiormente prolifica in televisione, come interprete di serie che hanno un notevole seguito di pubblico, tra le quali Un medico in famiglia, dove interpreta il ruolo di Nilde Martini, e Butta la luna, in cui recita nella parte di Elena Marini. Nel 1994 è stata protagonista, sempre in televisione, di un originale varietà condotto da Pippo Baudo, Tutti a casa, che mescolava sapientemente fiction e dibattito in studio. Al cinema è soprattutto ricordata per la breve ma sentita interpretazione della madre del piccolo protagonista di La corsa dell'innocente (1993), regia di Carlo Carlei.

## Filmografia

### Cinema
- Don Camillo, regia di Terence Hill (1983)
- L'attenzione, regia di Giovanni Soldati (1984)
- Cento giorni a Palermo, regia di Giuseppe Ferrara (1984)
- Sembra morto... ma è solo svenuto, regia di Felice Farina (1986)
- Alien - Zona di guerra (Zone Troopers), regia di Danny Bilson (1986)
- Il camorrista, regia di Giuseppe Tornatore (1986)
- Grandi magazzini, regia di Castellano e Pipolo (1986)
- Chi c'è c'è, regia di Piero Natoli (1987)
- Kidnapping - Pericolo in agguato (Man on Fire), regia di Elie Chouraqui (1987)
- La posta in gioco, regia di Sergio Nasca (1988)
- Affetti speciali, regia di Felice Farina (1989)
- Queen of Hearts, regia di Jon Amiel (1989)
- Pacco, doppio pacco e contropaccotto, regia di Nanni Loy (1993)
- La corsa dell'innocente, regia di Carlo Carlei (1993)
- La scuola, regia di Daniele Luchetti (1995)
- The adventures of Pinocchio, regia di Steve Barron (1996)
- Alle für die Mafia, regia di Gernot Friedel (1997)
- Un giorno, un giorno, una notte..., regia di Cosimo Milone (1997)
- Messaggi quasi segreti, regia di Valerio Jalongo (1997)
- L'ospite, regia di Alessandro Colizzi (1998)
- La leggenda del pianista sull'oceano, regia di Giuseppe Tornatore (1998)
- Concorrenza sleale, regia di Ettore Scola (2001)
- Senza freni, regia di Felice Farina (2003)
- Liberi, regia di Gianluca Maria Tavarelli (2003)
- Sotto il sole della Toscana (Under the Tuscan Sun), regia di Audrey Wells (2003)
- ...e dopo cadde la neve, regia di Donatella Baglivo (2005)
- Notte prima degli esami, regia di Fausto Brizzi (2006)
- La fisica dell'acqua, regia di Felice Farina (2009)
- Il buco in testa, regia di Antonio Capuano (2020)
- Quando, regia di Walter Veltroni (2023)

### Televisione
- Un gusto molto particolare, regia di Giorgio Molteni (1982)
- Baciami strega, regia di Duccio Tessari (1985)
- Professione vacanze – serie TV (1986)
- Zwei Münchner in Hamburg: Abschied von der Isar (1989)
- Zwei Münchner in Hamburg – serie TV (1989)
- The Gravy Train, regia di David Tucker (1990)
- The Gravy Train Goes East (1991)
- Il cielo non cade mai, regia di Gianni Ricci e Tonino Valerii – miniserie TV (1992)
- In fuga per la vita, regia di Gianfranco Albano – miniserie TV (1992)
- Maria's Child, regia di Malcolm McKay (1992)
- Un dottore tra le nuvole (Der Bergdoktor) – serie TV (1992)
- Killer Rules, regia di Robert Ellis Miller (1993)
- Flash - Der Fotoreporter – serie TV (1993)
- Fair Game, regia di Alan Dossor – film TV (1994)
- La piovra 7 - Indagine sulla morte del commissario Cattani, regia di Luigi Perelli – miniserie TV (1995)
- Mosè, regia di Roger Young – miniserie TV (1995)
- Uno di noi – serie TV (1996)
- Il maresciallo Rocca – serie TV, episodi 1x01-1x02-1x04 (1996)
- In fondo al cuore, regia di Luigi Perelli – miniserie TV (1997)
- Nicholas' Gift, regia di Robert Markowitz – film TV (1998)
- Geremia il profeta (Jeremiah), regia di Harry Winer – film TV (1998)
- Un medico in famiglia – serie TV (1998-2011)
- Una sola debole voce, regia di Alberto Sironi – miniserie TV (1999)
- Premier de cordée, regia di Pierre-Antoine Hiroz e Édouard Niermans (1999)
- Fine secolo – serie TV (1999)
- Una farfalla nel cuore, regia di Giuliana Gamba – film TV (1999)
- Non lasciamoci più – serie TV, episodio 1x06 (1999)
- Operazione Odissea, regia di Claudio Fragasso – miniserie TV (1999)
- La squadra – serie TV, episodio 1x20 (2000)
- Padre Pio, regia di Carlo Carlei – miniserie TV (2000)
- Un colpo al cuore, regia di Alessandro Benvenuti (2000)
- Best of Both Worlds, regia di David Richards – miniserie TV (2001)
- Sarò il tuo giudice, regia di Gianluigi Calderone (2001)
- Stiamo bene insieme – serie TV (2002)
- Il destino ha 4 zampe, regia di Tiziana Aristarco – film TV (2002)
- Padri, regia di Riccardo Donna – miniserie TV (2002)
- L'amore non basta, regia di Tiziana Aristarco – miniserie TV (2005)
- L'uomo che sognava con le aquile, regia di Vittorio Sindoni – miniserie TV (2006)
- Giovanni Falcone - L'uomo che sfidò Cosa Nostra, regia di Andrea Frazzi e Antonio Frazzi – miniserie TV (2006)
- Butta la luna – serie TV (2006)
- Raccontami – serie TV (2006-2008)
- Il capitano – serie TV, episodio 2x07 (2007)
- Nebbie e delitti – serie TV, episodio 2x01 (2007)
- Donna detective – serie TV (2007)
- Tutti i rumori del mondo, regia di Tiziana Aristarco – film TV(2007)
- Provaci ancora prof! – serie TV, episodio 4x04 (2012)
- Volare - La grande storia di Domenico Modugno, regia di Riccardo Milani – miniserie TV (2013)
- Un'altra vita – serie TV (2014)
- Solo per amore – serie TV (2015-2017)
- Non uccidere – serie TV, episodio 1x02 (2015)
- Catturandi - Nel nome del padre – serie TV (2016)
- La strada di casa – serie TV, episodi 1x02-1x07 (2017)
- Un passo dal cielo – serie TV, episodio 5x05 (2017)
- Mina Settembre – serie TV, episodio 1x08 (2021)
- L'assistente di volo – serie TV, episodio 1x08 (2020)
- Vincenzo Malinconico, avvocato d'insuccesso – serie TV, episodio 1x02 (2022)
- I bastardi di Pizzofalcone – serie TV, episodio 4x03 (2023)
- I fratelli Corsaro – serie TV (2024)
- Brennero – serie TV (2024)

### Cortometraggi
- A Dark Tale, regia di Vincenzo Lamagna (2024)